# Ужгород (пункт контролю)
48°37′26″ пн. ш. 22°17′42″ сх. д. / 48.62389° пн. ш. 22.29500° сх. д.
У́жгород — пункт пропуску через державний кордон України на кордоні зі Словаччиною.
Розташований у Закарпатській області, Ужгородський район, поблизу однойменного міста на автошляхах E50 та E58. Із словацького боку знаходиться пункт пропуску «Вишнє Німецьке», район Собранці, Кошицький край, на аналогічних автошляхах у напрямку Собранців.
Вид пункту пропуску — автомобільний, залізничний. Статус пункту пропуску — міжнародний.
Характер перевезень для автомобільного — пасажирський, вантажний; для залізничного — вантажний.
Окрім радіологічного, митного та прикордонного контролю, автомобільний пункт пропуску «Ужгород» може здійснювати санітарний, фітосанітарний, ветеринарний, екологічний та контроль Служби міжнародних автомобільних перевезень.
Залізничний пункт пропуску здійснює радіологічний, митний та прикордонний контроль.
Пункт пропуску «Ужгород» входить до складу митного посту «Ужгород» Чопської митниці. Код пункту пропуску — 30506 09 00 (11).

## Галерея

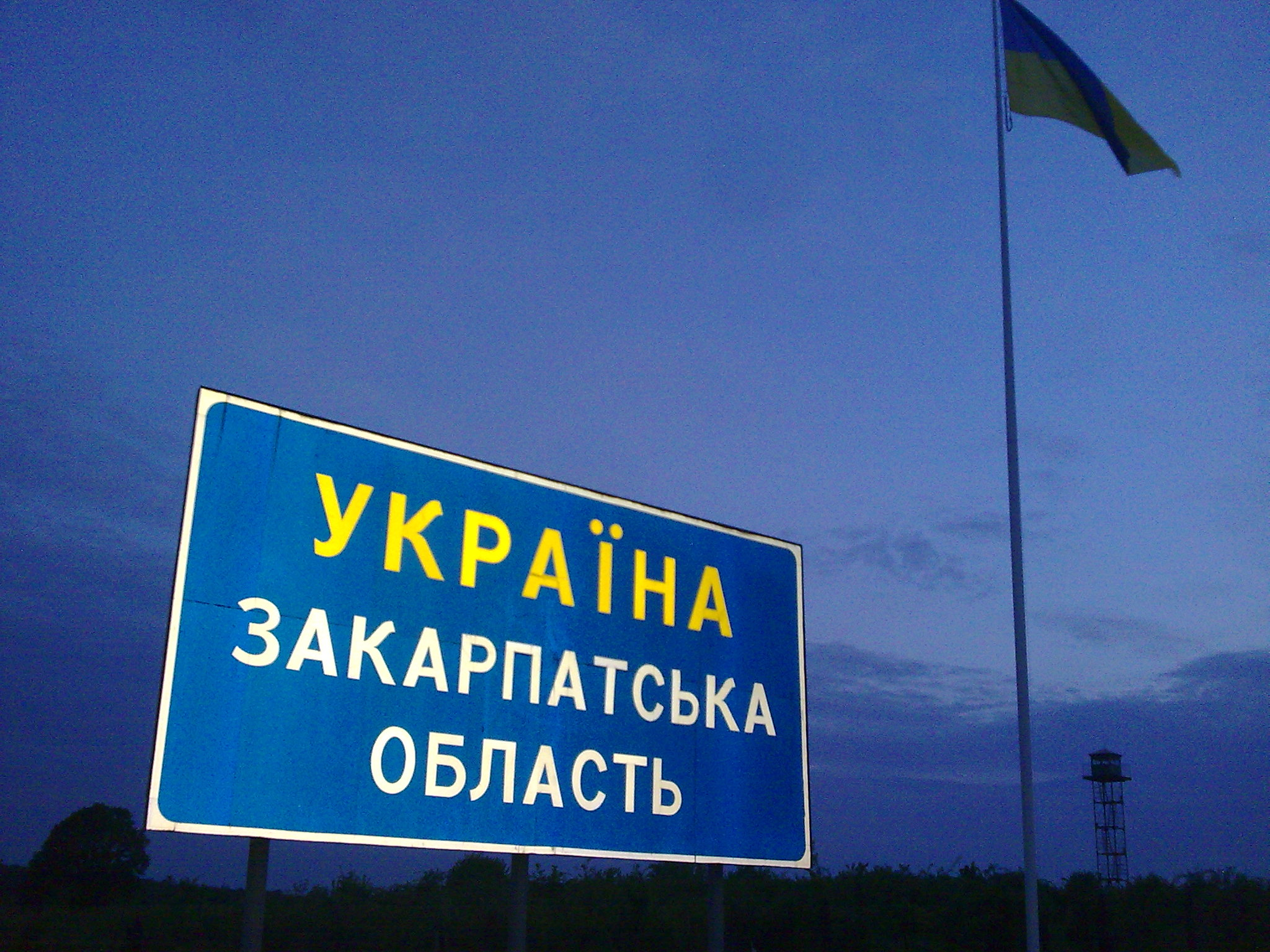
Знак при в'їзді в Україну в МПП «Ужгород»
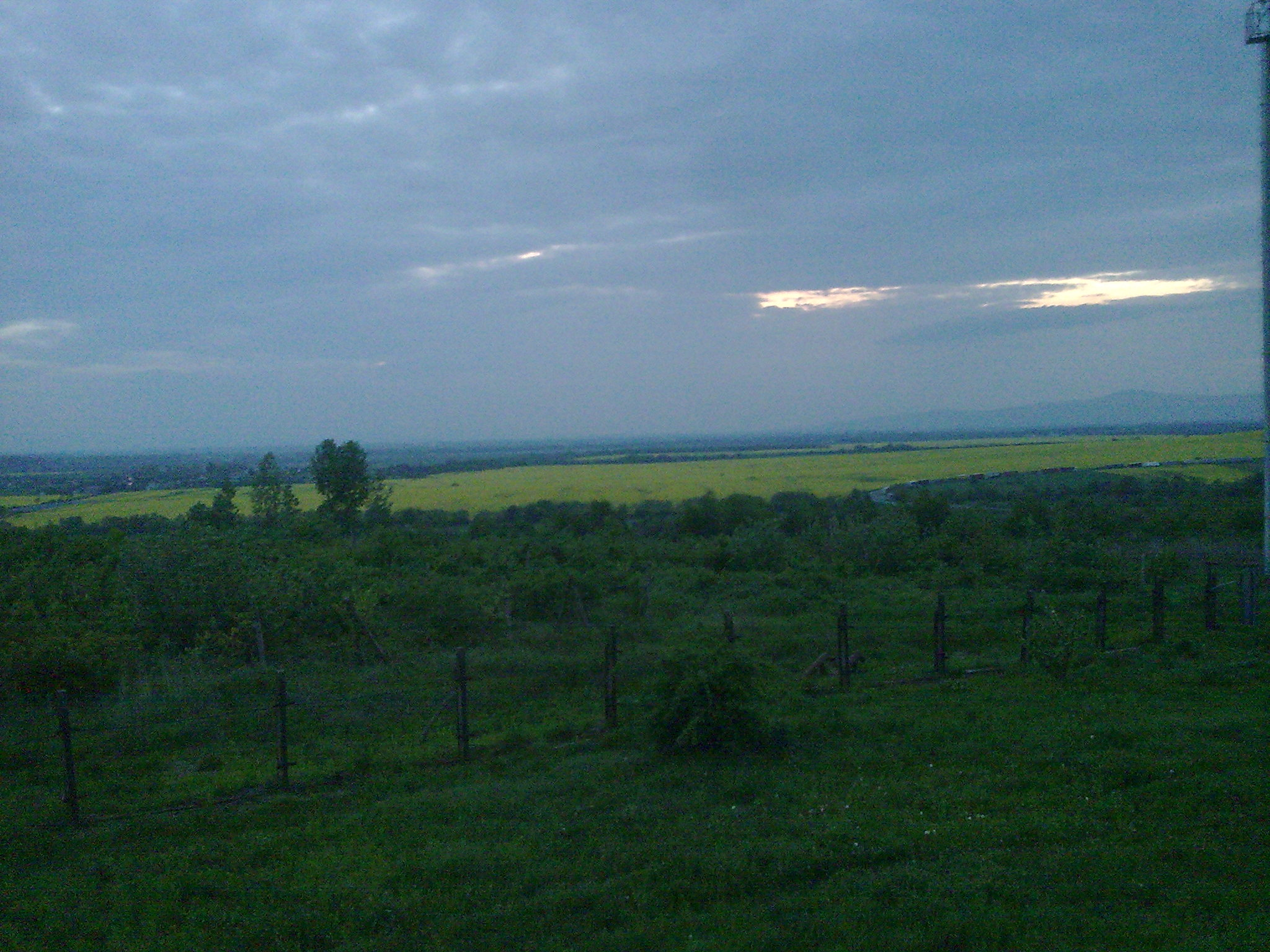
Вид на українсько-словацький кордон зі сторони України в районі пункту пропуску Ужгород - Вишнє Німецьке
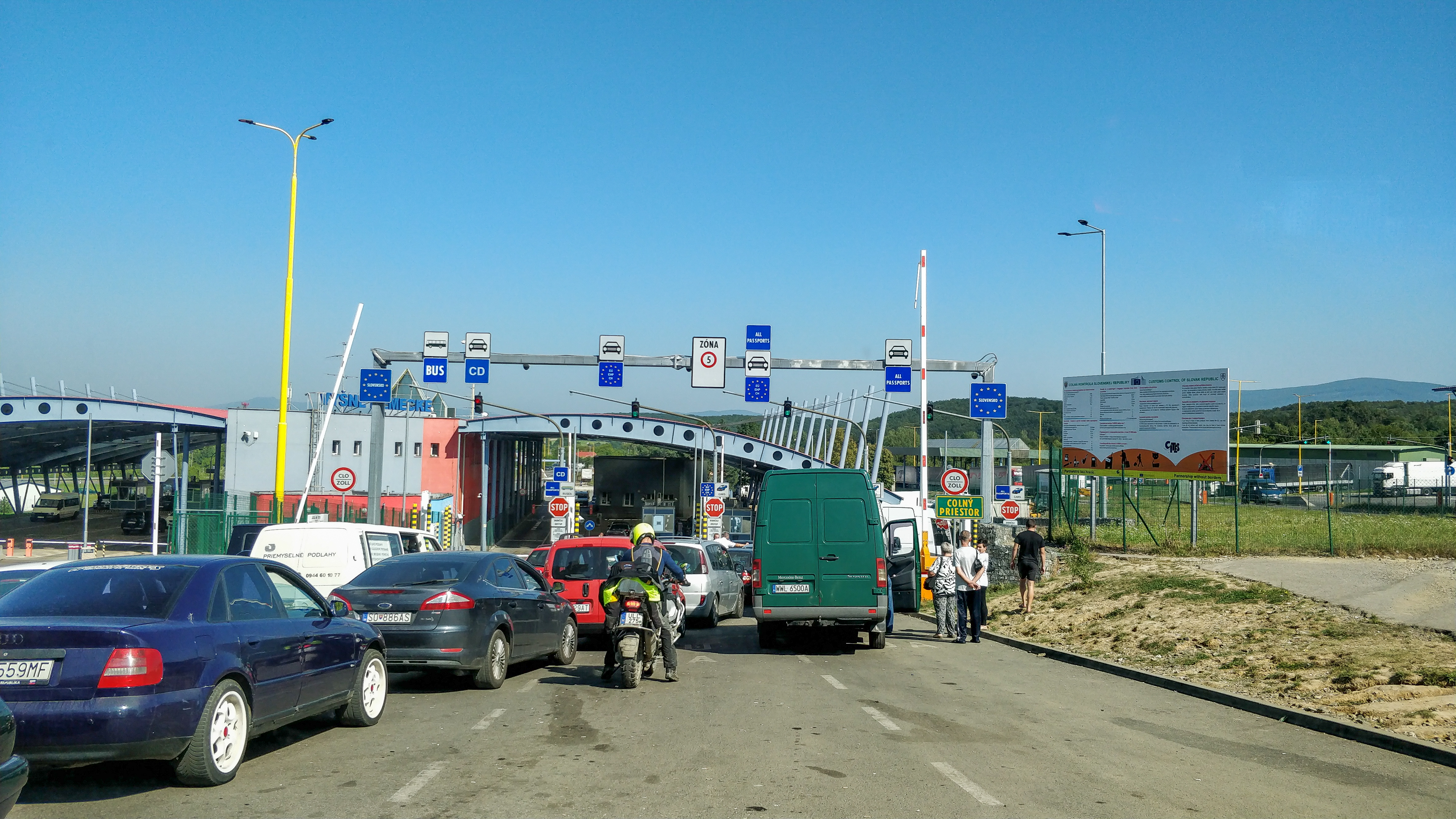
Вишнє Німецьке

.